# 2-Oxoglutarato sintasa
La 2-oxoglutarato sintasa (EC 1.2.7.3) es una enzima que participa en el ciclo del ácido cítrico catalizando la siguiente reacción química:
Por lo tanto los tres sustratos de esta enzima son 2-oxoglutarato, CoA, y ferredoxina oxidada; mientras que sus tres productos son succinil-CoA, dióxido de carbono, y ferredoxina reducida.

## Clasificación
Esta enzima pertenece a la familia de las oxidorreductasas, más específicamente a aquellas oxidorreductasas que actúan sobre un grupo aldehído u oxo utilizándolos como dadores de electrones, y con una sulfoferroproteína como aceptor.

## Nomenclatura
El nombre sistemático de esta clase de enzimas es  2-oxoglutarato:ferredoxina oxidorreductasa (descarboxilante). Otros nombres de uso común pueden ser 2-cetoglutarato ferredoxina oxidorreductasa, 2-oxoglutarato:ferredoxina oxidorreductasa, KGOR, 2-oxoglutarato ferredoxina oxidorreductasa, y 2-oxoglutarato:ferredoxina 2-oxidorreductasa (CoA-succinilante).

## Papel biológico
Esta enzima participa en el ciclo del ácido cítrico. Algunas formas de la enzima catalizan la reacción inversa dentro del ciclo de Krebs inverso, como un medio de fijación de carbono.  